# サーベイヤー4号
サーベイヤー4号(英語:英語: Surveyor 4)はアメリカ合衆国のサーベイヤー計画の4機目の月着陸探査機。1967年7月14日に打ち上げられ、月面への着陸を目指した。打ち上げは成功裏に終わり、着陸も寸前までうまく行っていたが、着陸2.5分前にテレメトリとの交信が失われ、1967年7月17日に月面に衝突した。

## 計画、失敗
サーベイヤー4号はこれまでと同じく、月への着陸とアポロ計画に向けて、月の表面の情報を得るための月面写真の撮影等を目的に作られた。
サーベイヤー3号と同じく、テレビカメラと補助ミラー、月面土質力学検査機、着陸脚のひずみゲージ、多くの光学センサーなどの調査装置が取り付けられていた。また、月面での金属の検出と測定のために磁石の搭載された表面用の足を装備していた。
ミッションは途中まで完璧に進んでいたが、降下している途中、逆噴射ロケットの停止2分前、着陸2.5分前の1967年7月17日02:03UTにすべての通信が突如失われた。宇宙機との通信は回復することがなく、ミッションは失敗に終わった。
なお、着陸目標は中央の入江で、北緯0.4度、西経1.33度の位置であった。NASAは着陸機は通信途絶の際に固体燃料の逆噴射ロケットが爆発した可能性があるとしている。

## 註
1. ↑  “Surveyor Program Results (PDF) 1969 Surveyor Program Results” (PDF). p. 7 (1969年). 2012年6月29日閲覧。